# Liomer

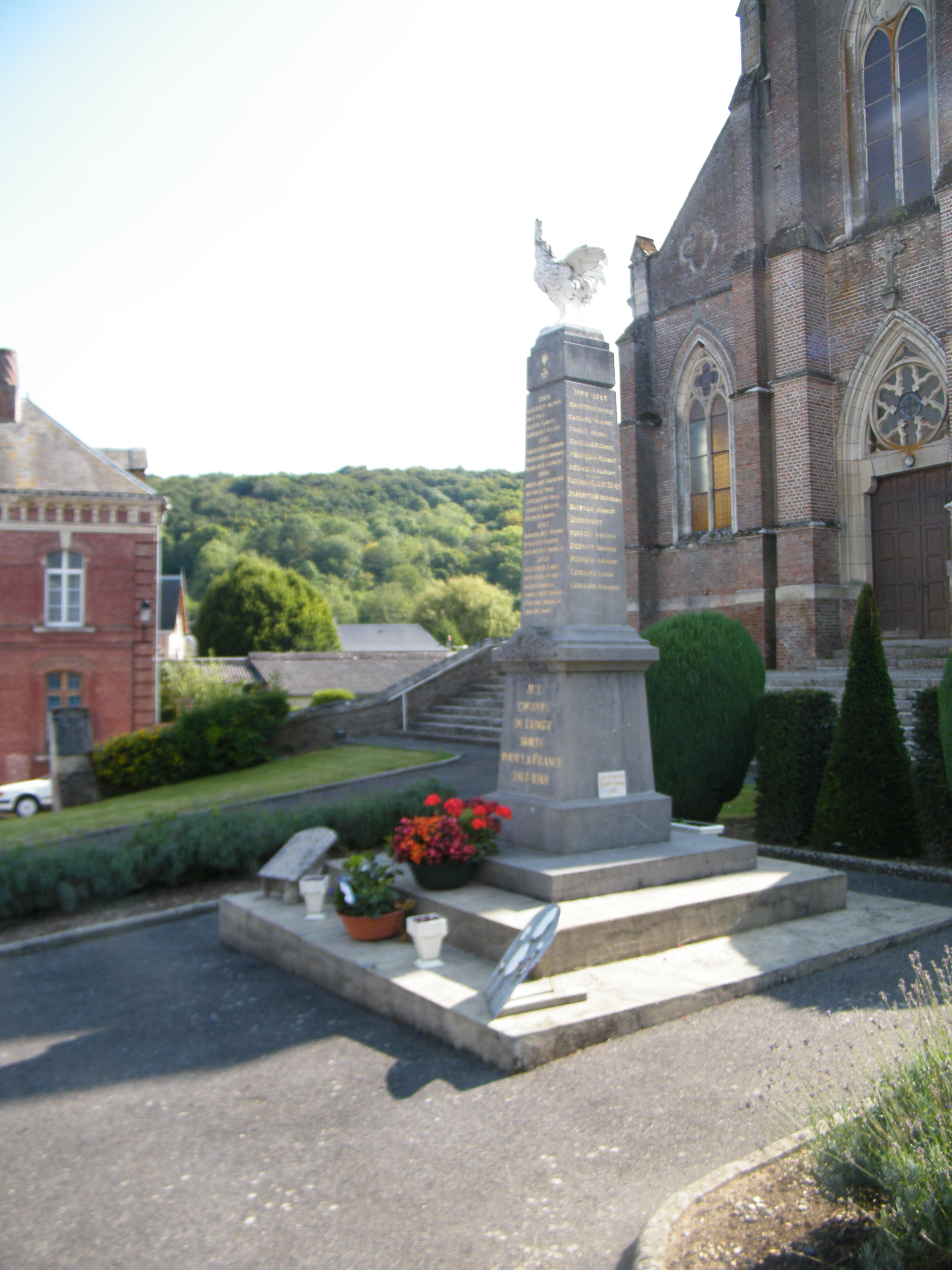
minnesmärke

Liomer är en kommun i departementet Somme i regionen Hauts-de-France i norra Frankrike. Kommunen ligger i kantonen Hornoy-le-Bourg som tillhör arrondissementet Amiens. År 2022 hade Liomer 385 invånare.

## Befolkningsutveckling
Antalet invånare i kommunen Liomer
| Referens: INSEE |